# 지구질량
지구질량(地球質量, 영어: Earth mass, ME 또는 M🜨)은 질량의 단위로, 1 지구질량은 지구의 질량과 같다. 현재 지구질량의 값은 M🜨 = 5.9722×1024 kg (표준 불확도 6×1020 kg, 상대 불확도 10−4)이다. 이 값은 지구의 평균 밀도인 5515 kg⋅m−3와 동등하다.
지구질량은 천문학에서 지구형 행성과 외계행성 등 행성의 질량을 나타내는 표준 단위로 사용된다. 1 태양질량은 지구질량의 약 333,000배이다.
질량 대부분은 철과 산소(각각 32%), 마그네슘과 규소(각각 15%), 칼슘, 알루미늄, 니켈(1.5%)이 차지한다.
지구질량의 정밀한 측정은 매우 어려운데, 이는 지구의 질량을 측정하는 것은 곧 중력 상수를 측정한다는 것을 의미하며, 중력 상수는 중력이 상대적으로 매우 약한 힘이기 때문에 측정 정밀도가 기본 물리 상수 중 가장 낮을 정도로 오차가 크기 때문이다. 지구의 질량은 1770년대 시할리온 실험에서 최초로 쟀으며, 1798년 캐번디시의 실험에서 오차율 1% 미만으로 측정하였다.

## 천문학에서의 단위
지구의 질량은 다음으로 추정된다.
{\displaystyle M_{\oplus }=(5.9722\;\pm \;0.0006)\times 10^{24}\;\mathrm {kg} },
이 값은 태양질량으로 표현될 수 있다.
{\displaystyle M_{\oplus }={\frac {1}{332\;946.0487\;\pm \;0.0007}}\;\mathrm {M_{\odot }} \approx 3.003\times 10^{-6}\;\mathrm {M_{\odot }} }.
지구의 질량에 대한 달의 질량의 비는 매우 정밀하게 측정되어 왔으며, 현대의 측정값은
{\displaystyle M_{\oplus }/M_{L}=81.3005678\;\pm \;0.0000027}
이다.
| 천체          | 지구질량 M🜨        | 주석   |
| ------------- | ------------------ | ------ |
| 달            | 0.0123000371(4)    | [ 3 ]  |
| 태양          | 332946.0487±0.0007 | [ 2 ]  |
| 수성          | 0.0553             | [ 5 ]  |
| 금성          | 0.815              | [ 5 ]  |
| 지구          | 1                  | 정의됨 |
| 화성          | 0.107              | [ 5 ]  |
| 목성          | 317.8              | [ 5 ]  |
| 토성          | 95.2               | [ 5 ]  |
| 천왕성        | 14.5               | [ 5 ]  |
| 해왕성        | 17.1               | [ 5 ]  |
| 글리제 667 Cc | 3.8                | [ 6 ]  |
| 케플러-442b   | 1.0 – 8.2          | [ 7 ]  |

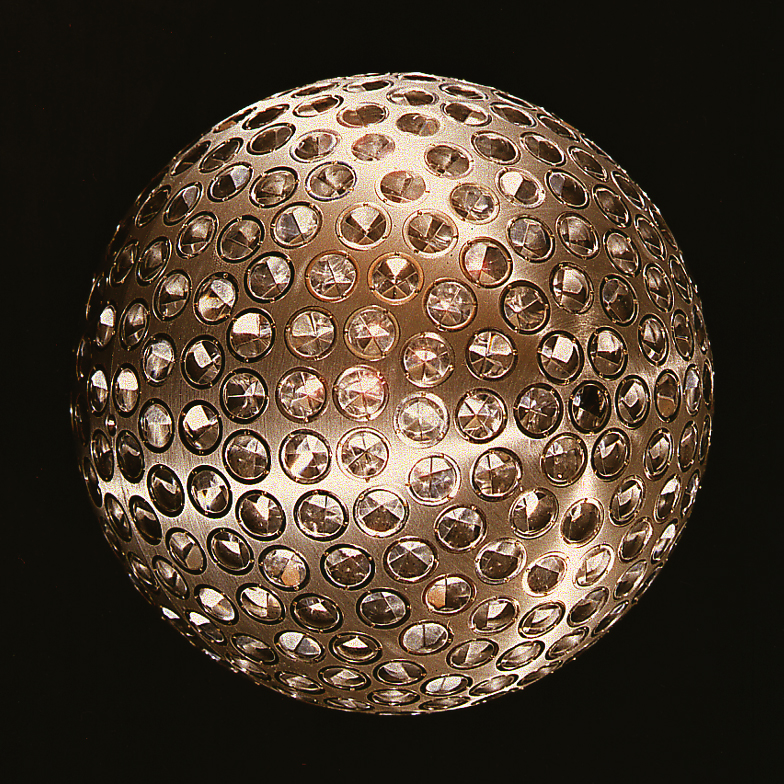
LAGEOS 인공위성은 지구의 중력을 정밀하게 측정하였고, 그 결과는 지구의 질량 측정에 이용되었다.

G M🜨 값은 지심 중력 상수라고 부르며, 그 값은 (398600441.8±0.8)×106 m3 s−2이다. 이 값은 LAGEOS 인공위성 등의 레이저 측정 결과에서 얻었다. G M🜨 값은 달의 움직임을 관측하거나 다양한 고도에서의 시계추의 주기를 측정하는 방법으로도 구할 수 있으나, 이러한 방법으로 구한 값은 인공위성 측정 값보다는 정확도가 떨어진다.
지심 중력 상수의 상대 불확도는 2×10−9 인데, 이는 지구질량 자체의 상대 불확도보다 5만 배 작다. 이는 지구질량을 구하기 위해서는 지심 중력 상수를 중력 상수 G로 나누어야 하는데, G는 기본 물리 상수 중 상대 불확도가 4.6×10−5로 매우 큰 편이며, 따라서 지구질량의 상대 불확도는 이 값이 최선이다. 이렇기 때문에 천문학자들은 킬로그램 대신 지심 중력 상수 전체나 지구질량 또는 태양질량 사용을 선호한다.

## 측정사

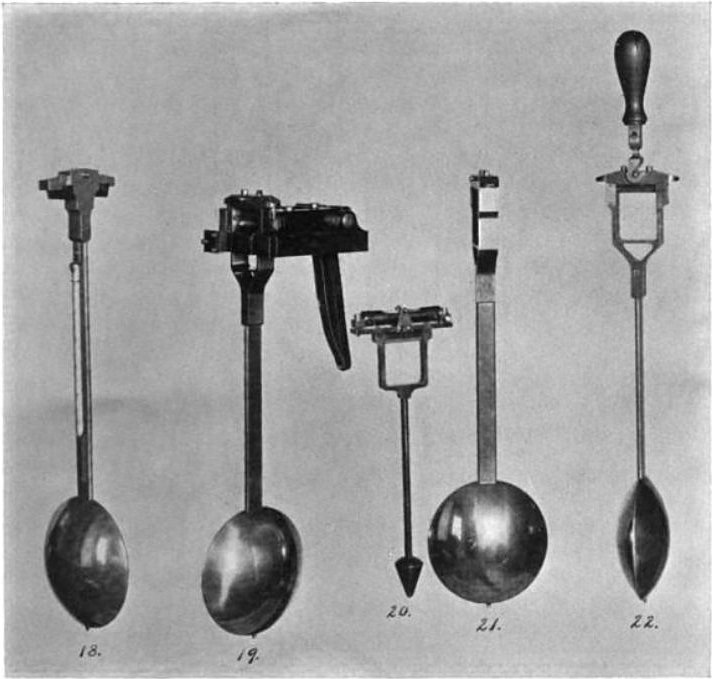
1897년 멘덴홀 중력계에 사용된 진자. 휴대용 중력계는 1890년 토마스 코윈 멘덴홀이 개발했으며, 지구의 여러 지역에서 정확하게 중력을 측정하는 데 많은 도움을 주었다.

지구의 질량은 지구의 밀도, 중력, 중력 상수 등을 측정함으로써 간접적으로 측정했다. 1770년대 시할리온 실험에서 지구의 질량을 최초로 측정했으나 현대의 값보다 20% 부족했으며, 1798년 캐번디시의 실험에서는 오차 1% 미만의 값을 찾아냈다. 1890년대 들어 불확도는 0.2%로,  1930년대 들어 0.1%까지 감소했다.
1960년대부터 세계 지구 좌표 시스템의 발전으로 지구에 관련된 수치는 소숫점 네 자리 이상으로 정밀하게 측정되었으며, 이 시기부터 지구의 질량의 불확도는 중력 상수의 측정에서 생겨나는 불확도에서 기인하게 되었다. 현재의 상대 불확도는 10−4, 0.01%이며, 이 수치는 절대적으로 본다면 6×1020 kg으로 소행성체의 질량 (세레스의 70%) 정도이다.

### 초기 추정
중력 상수를 직접 측정하기 전에는 지구질량 측정은 지각 관찰 결과와 지구 부피 추정치를 통한 것으로 제한되었었다. 17세기 기준 지구의 부피는 위도 1도마다 거리 60 km에 해당한다는 결과를 통해 지구의 반지름을 5,500 km로 추정(현대 측정값인 6,371 km의 86%)하여 실제 값의 3분의 1가량 적게 계산되었다.
당시 지구의 평균 밀도는 정확히 알려지지 않았다. 당시 지구의 구성에 대한 이론은 물이 대부분이라는 수성론과 화성암이 대부분이라는 화성론이 대립하고 있었으며, 두 이론 모두 실제 값보다 밀도를 낮게 추산해 지구의 총 질량을 1024 kg으로 계산했다. 아이작 뉴턴은 지구의 밀도가 물의 밀도의 대략 5~6배라는 가정을 통해 부피를 30%가량 작게 계산하여, 지구질량의 값을 (4.2±0.5)×1024 kg으로 계산했다.
18세기부터 만유인력의 법칙에서 유도되는 중력 상수를 통해 지구의 질량을 간접적으로 측정할 수 있게 되었다. 초기에는 시할리온 실험처럼 산 주변에서의 시계추의 미세한 굴절을 측정해 지구의 평균 밀도를 측정했으며, 뉴턴은 《프린키피아(과학 철학의 수학적 원리)》에서 측정 실험을 고안했으나 효과가 측정하기에는 너무 작을 것이라고 비관적으로 예측했다.
1737년부터 1740년까지 피에르 부게르와 찰스 마리에 드 라 콩다민은 진자의 주기, 즉 중력의 세기를 고도에 따라 변하는 함수로 간주하는 방법으로 지구의 밀도를 측정하려고 시도했다. 실험은 피친차산과 침보라소산에서 진행되었다. 1749년 부게르가 발표한 바에 따르면 8 초 만큼의 굴절을 감하는 데 성공했으며, 이는 지구의 평균 밀도를 측정하기에는 정확도가 충분하지 않았으나 지구공동설이 사실이 아님을 입증하기에는 충분했다고 한다.

### 시할리온 실험
1772년 왕실천문관의 네빌 매스켈라인은 왕립학회에 더 진보된 실험을 제안했다. 왕립학회는 장소 물색을 위해 찰스 메이슨을 파견했으며, 1773년 여름 동안의 장소 물색 결과 스코틀랜드 고지의 시할리온이 최적의 장소로 선정되었다. 산 주변에는 다른 언덕이 없었고, 동쪽과 서쪽이 대칭적이어서 계산이 간편했으며, 북쪽 및 남쪽에는 절벽이 있어 실험이 질량 중심 근처에서 행해질 수 있었다. 실험은 네빌 매스켈라인, 찰스 허튼, 루우벤 버로우가 진행하여 1776년에 완료되었다.
1778년 허튼은 지구의 평균 밀도가 시할리온 값의 {\displaystyle {\tfrac {9}{5}}}으로 추정된다고 하였고, 이는 물의 밀도의 41⁄2(4.5 g/cm3)이며 현대 값에서 20% 부족한 값이지만, 일반 암석보다는 높은 값이며, 따라서 이 값은 최초로 지구의 내부에 금속이 포함되었을 가능성을 제기하는 결과였다. 허튼은 지구에서 금속이 지름의 20⁄31(65%)만큼을 차지하리라고 추정했다. 지구의 평균 밀도를 통해, 제롬 랄랑드의 행성 표에 있는 행성 간의 상대적인 수치를 정확한 값으로 추정할 수 있었다.

### 캐번디시의 실험
1798년 헨리 캐번디시
현대의 표기법으로 적으면, 지구의 질량은 중력 상수와 지구반경에서 유도된다.
{\displaystyle M_{\oplus }={\frac {GM_{\oplus }}{G}}={\frac {gR_{\oplus }^{2}}{G}}}
여기서 g는 다음과 같다.
{\displaystyle g=G{\frac {M_{\oplus }}{R_{\oplus }^{2}}}}.
캐번디시는 지구의 밀도를 5.45 g/cm3으로 계산했으며, 이 값은 현대의 측정 값보다 약 1%p 작다.

### 19세기

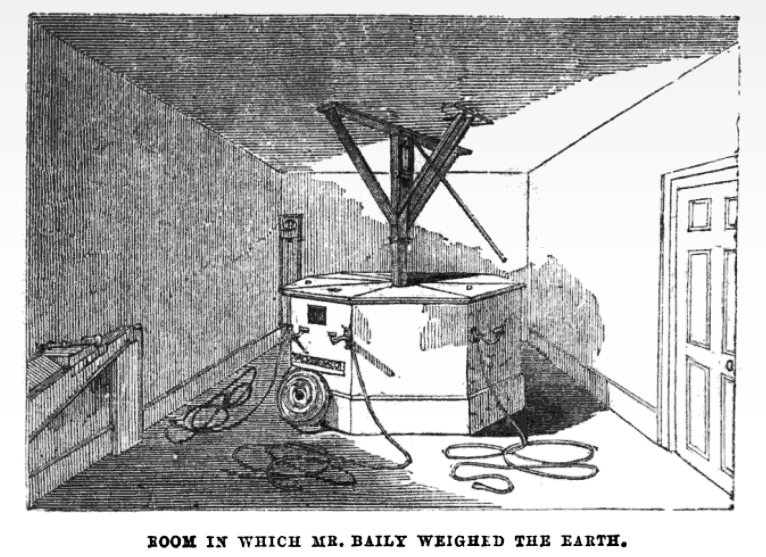
캐번디시가 사용한 방법으로 지구의 밀도를 측정하려는 프랜시스 베일리와 헨리 포스터의 실험.

지구의 질량이 지구의 반지름과 밀도에서 유도되긴 했지만, 10의 제곱수를 사용한 과학적 기수법이 사용되기 전까지는 질량을 수치로 나타내려고 한 경우는 드물었다. 19세기 후반에만 일부 수치가 통용되었으며, 이 또한 전문적인 수치가 아닌, 통용되는 것에 불과했다. 1859년에는 지구의 질량이 "14자 파운드"로, 1871년에는 "58해 4200경 톤"으로 통했다. "중력적으로 측정한 지구의 질량"은 1902년 브리태니커 백과사전에 "9.81996×63709802"으로, "지구의 질량의 로그 값"은 "14.600522"으로 주어졌다. 단위는 표준 중력 변수의 단위와 같은 m3·s−2이다.
1821년 프란시스코 카리니는 지구의 밀도를 밀라노 지역의 진자 운동을 근거로 ρ = 4.39 g/cm3으로 추산했고, 1827년 에드워드 사빈이 4.77 g/cm3으로, 1841년 카를로 지울리오가 4.95 g/cm3으로 갱신했다. 한편 조지 비델 에어리는 광산 내부와 지상에서의 진자의 운동의 변화를 측정함으로써 지구의 밀도를 측정하려고 했다. 첫 실험은 1826년부터 1828년까지 콘월에서 진행했는데, 화재와 침수로 실패했다. 이후 1854년 선덜랜드에서 재실험을 통해 ρ = 6.6 g/cm3을 얻어냈다. 1883년 로버트 폰 스터르넥은 작센과 보헤미아에서 같은 실험을 진행해 ρ = 5.0 ~ 6.3 g/cm3을 얻어냈는데, 이 결과를 통해 지각평형의 개념이 형성되어, 밀도를 정확히 측정하기 매우 어려워짐이 알려졌다. 이런 내용이 알려졌음에도 1880년 코윈 멘덴홀은 도쿄 후지산 정상에서 실험을 진행해 ρ = 5.77 g/cm3을 얻었다.

### 현대
지구질량의 불확도는 1960년대 후반부터 전적으로 중력 상수 G의 오차에 의해 발생한다.G 값의 정밀한 측정은 악명 높게 어려우며, 1980년대부터 2010년대까지 정밀하게 진행된 측정 실험들은 상호 배타적인 결과를 산출했다.
1969년 사기토프는 1942년 하일과 흐샤노프스키가 측정한 G 값을 통해 M🜨 = 5.973(3)×1024 kg (상대 불확도 5×10−4)으로 추산했다. 이후 측정값의 정밀도는 미미하게 향상될 뿐이었으며, 현대의 실험 또한 캐번디시의 실험을 반복하는 것 뿐이었다. 1980년대부터 측정된 값은 6.672 ~ 6.676 ×10−11  m3 kg−1 s−2 (상대 불확도 3×10−4) 사이를 오갔다. 2014년 미국 국립표준기술연구소는 6.674×10−11  m3 kg−1 s−2 (상대 불확도 10−4 미만) 값 사용을 권장했으며, 2016년 Astronomical Almanach Online에서는 5.9722(6)×1024 (상대 불확도  1×10−4) 값을 권장했다.

## 변동
지구의 질량은 유성진과 우주진에 의해 증가하기도 하고, 수소와 헬륨 기체의 방출로 인해 감소하기도 한다. 두 효과를 합치면 지구는 연당 5.5×107 kg (54,000 톤)을 잃고 있다. 지구는 매년 대기 탈출로 100,000 톤을 잃는 동시에 유성진과 우주진의 유입으로 45,000 톤을 얻고 있다. 이 값은 지구 전체 질량의 10−17에 해당하며, 이는 지구질량의 불확도인 0.01% (6×1020 kg) 범위 안에 들어가기 때문에, 지구질량의 값은 이 효과에 영향을 받지 않는다.
대기 탈출 효과 중 수소가 95,000 톤(3 kg/s)을, 헬륨은 1,600 톤을 차지한다.
유성진과 우주진의 유입은 연당 37,000 톤에서 78,000 톤으로 추정되며, 이 값은 변동을 많이 받는다. 극적인 예시로, 칙술루브 충돌체는 질량이 2.3 x 10^17 킬로그램으로, 연당 지구에 유입되는 양의 9억 배였다.
변화는 질량-에너지 등가에 의해서도 생겨나지만, 이 값은 무시할 수 있을 정도이다. 지구의 질량은 핵분열과 자연적인 방사성 붕괴로 연당 16톤씩 감소하지만, 이 효과로 지구의 전체 질량-에너지는 변화하지 않는다.
여기에 더해, 20세기 중반부터 우주선이 지구를 벗어남으로서 연당 65톤의 질량 손실이 발생하고 있다. 지구는 53년간 3473 톤을 잃었다.

## 같이 보기
- 지구 지각 내 원소 존재비
- 캐번디시의 실험
- 시할리온 실험
- 지구 반경
- 태양질량
- 지구의 구조
- 중력 상수
- 지구 유사도 지수